# Abbazia di Reichenau

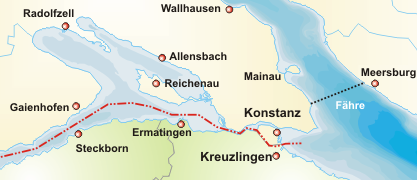
Posizione dell'isola di Reichenau

L'abbazia di Reichenau (in tedesco: Kloster Reichenau) era un'abbazia benedettina sita sull'isola di Reichenau, isola del lago di Costanza. Essa venne fondata nel 724 e dal 1540 divenne un priorato della diocesi di Costanza. Insieme all'abbazia di San Gallo e a quella di Fulda era una delle più importanti abbazie del periodo carolingio. Nel 1803 venne soppressa ed oggi fa parte degli edifici del comune di Reichenau. Le miniature dell'abbazia furono dichiarate, nel 2003, Memoria del mondo dall'UNESCO. Dal 2001, dopo 250 anni, rivive sull'isola una piccola comunità di benedettini.
Il bastone pastorale dell'abate del 1351, un capolavoro dell'oreficeria di Costanza ed il suo pezzo più antico, si trova oggi nel Victoria and Albert Museum di Londra.
Nella camera del Tesoro dell'abbazia si trovano le teche dei santi dell'isola: quella dei santi Giovanni e Paolo, di san Fortunato e di san Marco, capolavori di oreficeria medievale. Dal centro scrittorio dell'abbazia provengono anche l'Evangeliario di Ottone III e l'Evangeliario del Duomo di Bamberga, oggi conservati nella Bayerische Staatsbibliothek di Monaco di Baviera, ed il Codex Augiensis, oggi conservato presso il Trinity College (Cat. number: B. XVII. 1) di Cambridge. Nel Tesoro dell'abbazia si vedono anche alcuni Evangelistari.

## Storia
L'Abbazia venne fondata dal vescovo-missionario san Pirmino, nell'allora vasto territorio pagano degli Alemanni.
Successivamente, sotto l'abate Waldo di Reichenau (†814) l'abbazia divenne carolingia e godette della protezione e sostegno dei re e dei Maestri di palazzo franchi. Così ebbe luogo la prima fioritura dell'importante comunità monastica nella cristianizzazione degli Alemanni nei secoli VIII e IX. L'abate Waldo fu il fondatore della Scuola di dottrina. Egli concedette ad Egino di Verona di fondare, sulla punta occidentale dell'isola di Reichenau, la "Cella dei Santi Pietro e Paolo".
L'abate Haito (†836) fece erigere il monastero di Santa Maria e san Marco al centro del territorio abbaziale. Nel coro della chiesa, nell'888, venne inumata la salma dell'imperatore Carlo il Grosso. Il Registro della fratellanza di Reichenau, manoscritto su pergamena e carta, che elenca i nomi dei benefattori e sostenitori dell'abbazia, e la pianta originale dell'abbazia di San Gallo, oggi colà conservata, furono redatti a Reichenau e risalgono al IX secolo, alla fine del quale il capace politico abate ed arcivescovo Hatto III fece erigere la chiesa di San Giorgio.
Grazie ai privilegi quali il diritto all'immunità, la franchigia doganale, il diritto elettivo e le donazioni concessi all'abbazia dai re ed imperatori Enrico I di Sassonia, Ottone I ed Ottone II ed alle loro visite, l'abbazia di Reichenau raggiunse l'apogeo di secondo centro di cultura nel periodo ottoniano a cavallo dei primi due millenni. Tutto questo viene rappresentato durante il governo degli abati Witigowo (985–997) e dai due "riformatori " Immo (1006–1008) e Berno (1008–1048).

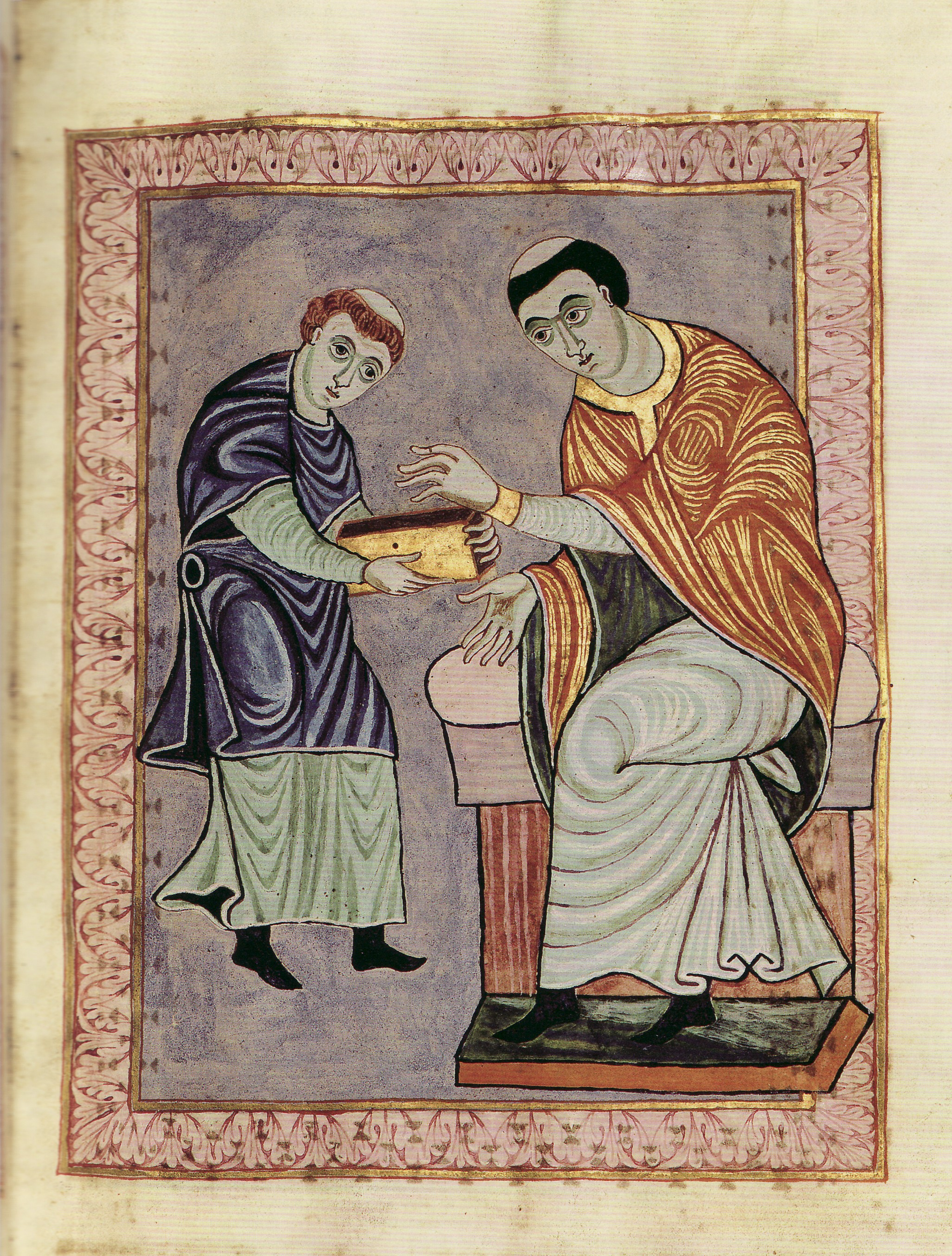
Il monaco Anno dello Scriptorium dell'abbazia di Reichenau consegna al committente un Codice terminato

Alla famosa scuola di scrittura di Reichenau appartengono anche i dipinti murali nella chiesa di San Giorgio o i testi storici di Ermanno di Reichenau († 1054) e del suo allievo, Bertoldo di Reichenau.
L'inizi del declino dell'abbazia insulare è da attribuire al governo dell'abate Diethelm von Krenkingen (1169–1206). Dopo di lui iniziò il declino materiale e spirituale di questa comunità monastica in un ambiente in rapido cambiamento sociale e scientifico dell'ormai al termine epoca medievale. Tentativi di riforma fallirono ripetutamente. Nella seconda metà del XIV secolo l'intera proprietà dell'abbazia venne di tanto in tanto ipotecata. L'abate Eberardo di Brandis vendette infine nel 1367 tutti i beni e diritti dell'abbazia alla propria parentela. Nel 1402 rimanevano presso l'abbazia ancora solo due conventi di monache aventi origine nell'alta nobiltà.
All'uscita dal medioevo l'ideale benedettino si riprese ancora una volta, il coro convento al centro dell'abbazia venne ampliato, il cronista Gallus Öhem scrisse una storia dell'abbazia. Nel 1540 l'abate Markus von Knöringen rinunciò alla direzione del convento, che venne ceduta al vescovo di Costanza. Successivamente Reichenau fu ridotto ad un priorato con dodici monaci, un luogo diventato solo più un ufficio amministrativo della diocesi.
Gli sforzi per un'autonomia della comunità monastica di Reichenau terminarono con lo scioglimento dell'abbazia, avvenuto nel 1757. Nel 1803, nel quadro della secolarizzazione il convento venne acquisito dallo stato con la legge per il risarcimento alla Francia, conseguente al Trattato di Lunéville.

### Cella St. Benedikt (dal 2001)
250 anni dopo che l'ultimo benedettino dovette lasciare l'isola di Reichenau, padre Nikolaus Egender, O.S.B., già abate dell'abbazia della Dormizione di Gerusalemme e padre Stephan Vorwerk, O.S.B., già priore del monastero benedettino di Tabgha, sulle rive del Mar di Galilea in Israele, grazie all'intervento del vescovo di Münster, Reinhard Lettmann, e di quello di Friburgo in Brisgovia, Oskar Saier, si sono stabiliti il 1º settembre 2011 sull'Isola di Reichenau. La nuova cella di San Benedetto è stata ufficialmente fondata il 13 giugno 2004. Essa ha la sua sede nella parrocchia dei santi Pietro e Paolo e viene guidata come "casa dipendente" dell'Arciabbazia di Beuron e sostenuta dall'arcidiocesi di Friburgo in Brisgovia. Dal 2010 appartengono alla cella anche Stephan Vorwerk O.S.B. e Hugo Eymann O.S.B. L'attuale compito del convento è la cura della locale parrocchia di Reichenau.

## Leggenda sulla fondazione
Narra la leggenda che l'isola di Reichenau rientrasse nel territorio d'influenza di un nobile alemanno di nome Sintlas, che abitava nel vicino villaggio di Sandeck, nell'attuale zona del vicino Salenstein. Perciò l'isola si chiamò inizialmente anche Sintlas-Au o Sindleozesauua. Quando nel 724 san Pirmino giunse sul lago, chiese a Sintlas il permesso di erigere una cappella nei dintorni e, ottenutolo, scelse come luogo l'isola di Reichenau. Questa era ricoperta da un'inospitale foresta, piena di serpi, rospi ed insetti. Colà, appena messo piede Pirmino sull'isola, si formò una sorgente. Gl'insetti parassiti volarono via in tre giorni dall'isola verso il lago. Pirmino e i suoi compagni dissodarono la terra, resero l'isola abitabile, e fondarono un convento.

## Cultura
L'abbazia fu uno dei centri culturali e scientifici più importanti dei regni carolingio ed ottoniano dell'Alto Medioevo. Fra l'altro Reichenau fu anche uno dei luoghi ove operò l'abate Valafrido Strabone, che nell'824 scrisse la Visio Wettini e nell'827 la prima opera di botanica, il Liber de cultura hortorum.
Altro importante abate fu Hatto II (dall'888 al 913) che fu anche arcivescovo di Magonza (891–913) ed arcicancelliere del Sacro Romano Impero.

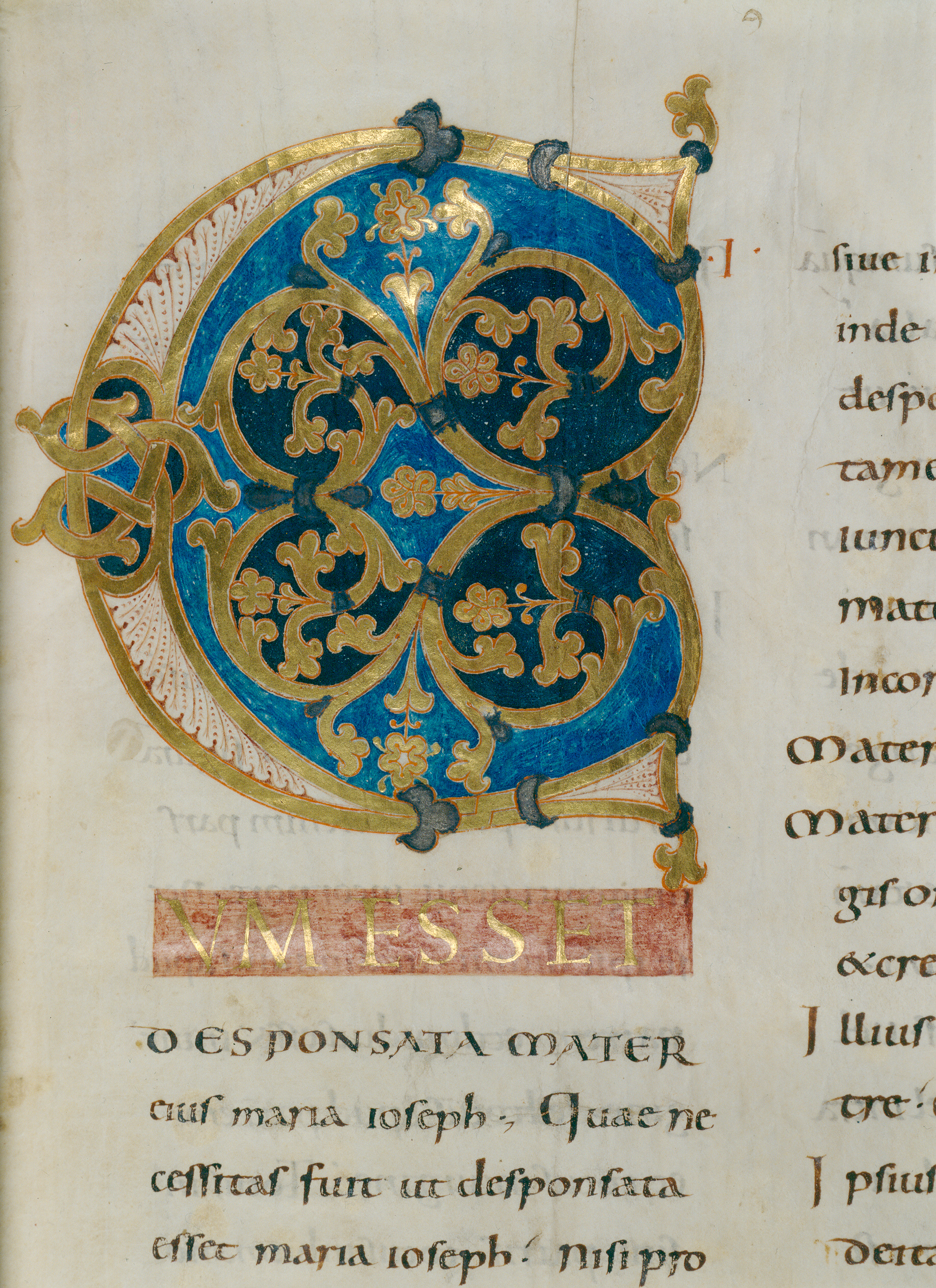
Lezionario di Reichenau, secondo trentennio del X secolo, oggi conservato nella Badischen Landesbibliothek

Dopo Arnolfo di Carinzia, che si fece incoronare imperatore da papa Formoso, nell'895 Hatto I si recò a Roma e ricevette dal papa le reliquie di san Giorgio e con tutte le probabilità fu l'occasione per la costruzione della chiesa di San Giorgio. Dopo la morte di Arnolfo, avvenuta nell'899, Hatto I divenne tutore del sedicenne pretendente al trono Ludovico IV il Fanciullo. Nel 911 egli incoronò re del Regnum Teutonicorum Corrado I di Franconia. L'abbazia raggiunse una vasta notorietà per l'eccellente qualità dei suoi manoscritti del X ed XI secolo, rappresentanti la tecnica miniaturistica del periodo ottoniano.
Nel corso della secolarizzazione l'intero patrimonio dei manoscritti andò nel 1805 alla biblioteca di corte di Karlsruhe e successivamente alla Badische Landesbibliothek. Ad esso appartengono 267 manoscritti su pergamena, 162 su carta, 212 frammenti ed un gran scelta d'incunaboli.
L'antica arte miniaturistica dell'abbazia di Reichenau venne dichiarata nel 2003 come parte della Memoria del mondo dall'UNESCO. La stessa isola di Reichenau era già stata dichiarata nel 2000 Patrimonio dell'umanità.

## Elenco degli abati di Reichenau
- Pirmino di Murbach (724–727)
- Heddo (727–734)
- Keba (734–736)
- Arnefrid (vescovo di Costanza)
- Sidonius (vescovo di Costanza)
- Johannes (vescovo di Costanza, abate di San Gallo) (760–782)
- Petrus (782–786)
- Waldo di Reichenau (786–806)
- Heito (vescovo di Basilea), (806–823)
- Erlebald (823–838)
- Ruadhelm (838?–842)
- Valafrido Strabone (838, 842–849)
- Folkwin (849–858)
- Walter (858–864)
- Hatto II (864–871)
- Ruodho (871–888)
- Hatto III (arcivescovo di Magonza, abate di Ellwangen, Lorsch, Weißenburg) (888–913)
- Hugo (913)
- Thieting (913–916)
- Heribrecht (916–926)
- Liuthard (926–934)
- Alawich I (934–958)
- Eccardo I (958–972)
- Ruodmann (972–985)
- Witigowo (985–997)
- Alawich II (997–1000)
- Werinher (1000–1006)
- Immo (1006–1008)
- Berno di Reichenau (1008–1048)
- Ulrico I (1048–1069)
- Meginwart (1069–1070)
- Ruopert (1071)
- Eccheardo II di Nellenburg (1071–1088)
- Ulrico II di Dapfen (1088–1123)
- Rodolfo di Böttstein (1123–1131)
- Ludwig di Pfullendorf (1131–1135)
- Ulrico III di Zollern (1135–1136)
- Ottone di Böttstein (1136–1139)
- Frideloh di Heidegg (1139–1159)
- Ulrico IV di Heidegg (1159–1169)
- Diethelm di Krenkingen (1169–1206)
- Ermanno di Spaichingen (1206)
- Enrico di Karpfen (1206–1234)
- Corrado di Zimmern (1234–1253?)
- Burkhard di Hewen (1253?–1259)
- Berchtold di Falkenstein (coadiutore, abate di San Gallo) (1258–1259)
- Alberto di Ramstein (1260–1294)
- Markward di Veringen (1294–1296)
- Enrico di Klingenberg (vescovo di Costanza) (1296–1306)
- Diethbelm di Kastel (abate di Petershausen) (1306–1343)
- Eberardo di Brandis (1343–1379)
- Enrico di Stöffeln (1379–1383)
- Mangold di Brandis (1383–1385)
- Werner di Rosenegg (1385–1402)
- Federico di Zollern (1402–1427)
- Enrico di Hornberg (abate di St. Peter) (1427)
- Federico di Wartenberg (1427–1453)
- Johann von Hundweil (1454–1464)
- Johann Pfuser v. Nordstetten (1464–1492)
- Martin von Weißenburg (1492–1508), di Weißenburg-Krenkingen, ultimo discendente maschio della dinastia dei Krenkinger
- Markus von Knöringen (1508–1516)
- Georg Fischer (Abate di Zwiefalten) (1516–1519)
- Gallus Kalb (1519)
- Markus von Knöringen (seconda volta) (1523–1540)
- Johann Truchseß von Waldburg-Zeil (1628–1644)